# 카이르버르딘의 흑색서

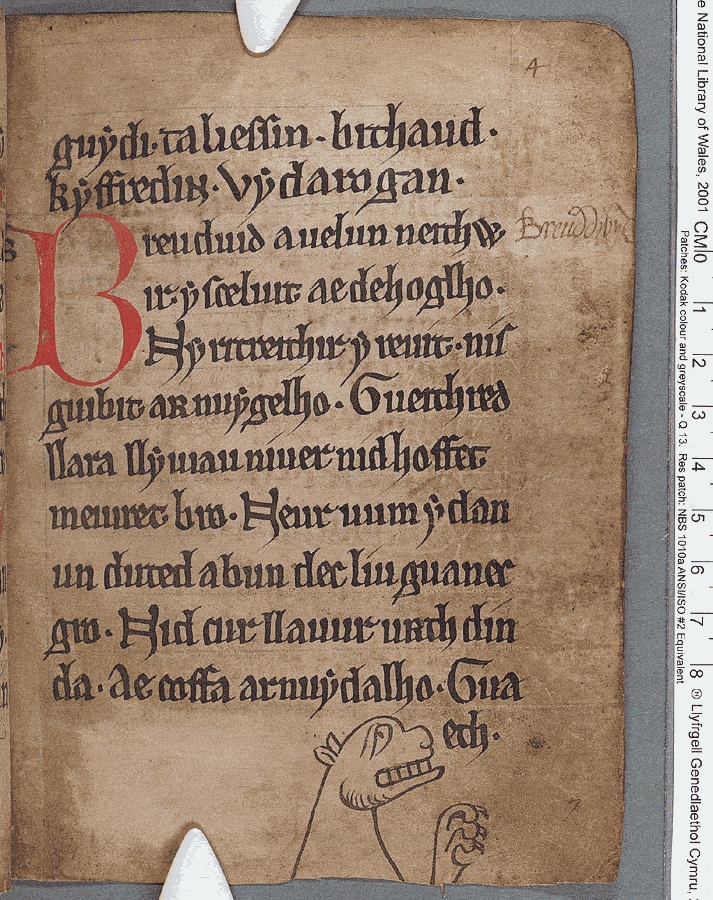
카이르버르딘의 흑색서

카이르버르딘의 흑색서(웨일스어: Llyfr Du Caerfyrddin 리브르 디 카이르버르딘[ɬivr diː kair'vərðin], 영어: Black Book of Carmarthen)는 13세기 중반에 쓰여진 필사본이다. 웨일스어로만 쓰여진 문헌들 중에서 가장 오래된 문헌으로, 헤르게스트의 적색서, 탈리에신의 서, 아네이린의 서와 함께 웨일스 4대 고서로 꼽힌다. 카이르버르딘이란 책이 발견된 웨일스 카마던의 웨일스어 이름이며, 장정이 검은색으로 되어 있기에 "흑색서"라는 이름이 붙었다. 책의 크기는 170 × 125 mm에 재질은 양피지이며 남아있는 분량은 108쪽이다.